# Arhodia lasiocamparia
Espèce
Arhodia lasiocamparia est un insecte lépidoptère de la famille des Geometridae vivant en Australie.
Il a une envergure de 60 mm pour le mâle, 70 pour la femelle.
Sa larve se nourrit d'eucalyptus.

## Galerie

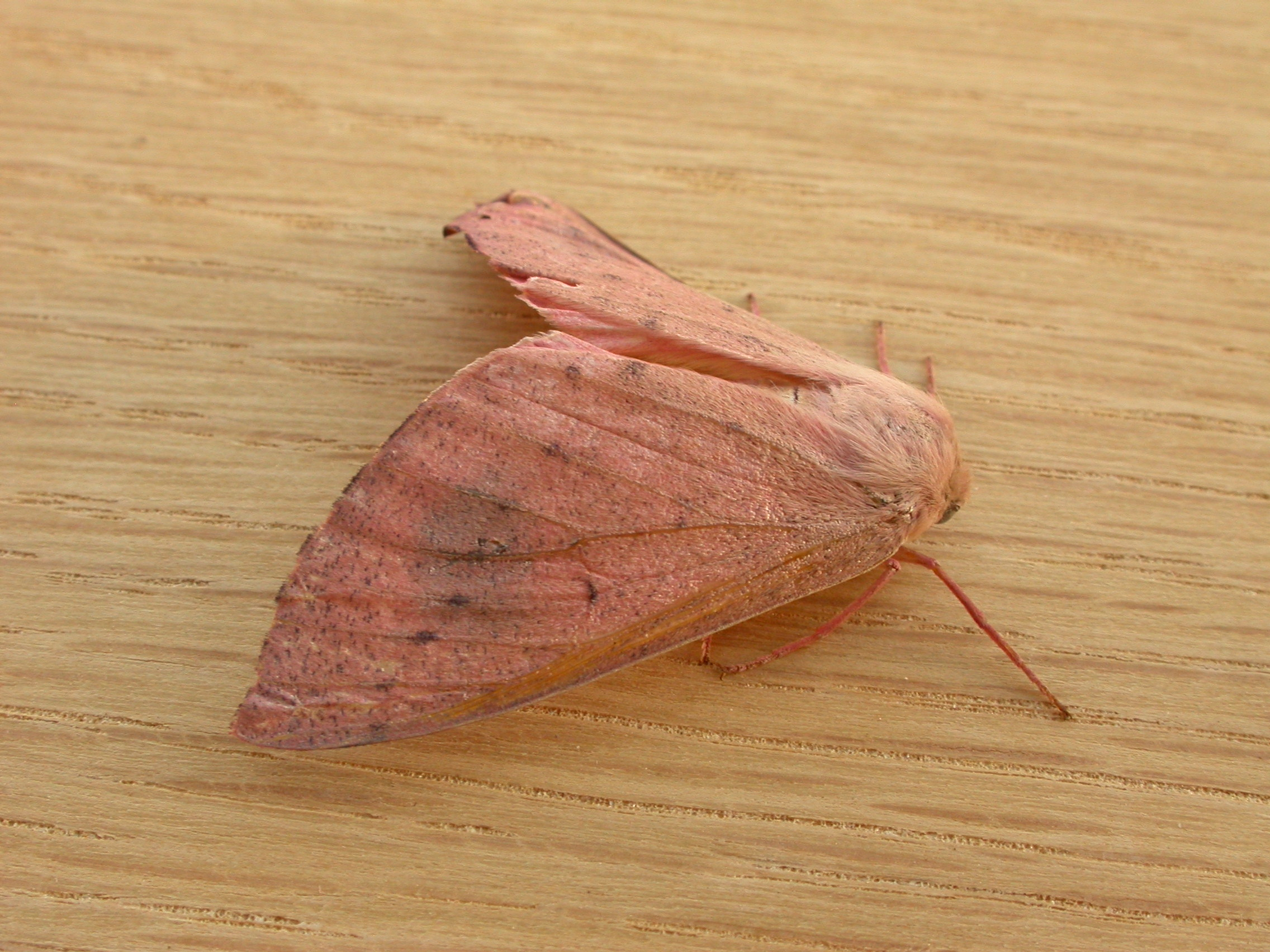